# Килмактомас
Килмактомас (англ. Kilmacthomas; ирл. Coill Mhic Thomáisín) — деревня в Ирландии, находится в графстве Уотерфорд (провинция Манстер) на реке Махон у трассы R677.
В декабре 1649 года это место на марше проходил Оливер Кромвель; жители этого места весьма приветливо отнёслись к нему.
Позднее город посетил Даниел О’Коннелл:
We breakfasted at Kilmacthomas, a town belonging to the Beresfords but the people belong to us. They came out to meet us with green boughs and such shouting you can have no idea of. I harangued them from the window of the inn, and we had a good deal of laughing at the bloody Beresfords. Judge what the popular feeling must be when in this, a Beresford town, every man their tenant, we had such a reception.Письмо Даниеля О’Коннелла жене о компании в Уотерфорде, 19 июня 1826 года, Irish Monthly 12 (1884) 216.

## Демография
Население — 783 человека (по переписи 2006 года). В 2002 году население составляло 717 человек.
Данные переписи 2006 года:
| Общие демографические показатели |               |                               |                               |      |      |
| Всё население                    | Всё население | Изменения населения 2002—2006 | Изменения населения 2002—2006 | 2006 | 2006 |
| 2002                             | 2006          | чел.                          | %                             | муж. | жен. |
| 717                              | 783           | 66                            | 9,2                           | 388  | 395  |